# ТЕС Херон
38°16′45.1″ пн. ш. 23°19′47.6″ сх. д. / 38.279194° пн. ш. 23.329889° сх. д.
ТЕС Херон — теплова електростанція у Греції, в центральній частині країни у периферії (адміністративній області) Центральна Греція. Розташована за 4 км на південь від відомого зі стародавньої історії та епосу міста Фіви.
Спершу у 2004 році на станції ввели енергоблок із трьох однотипних турбін, змонтованих на роботу у відкритому циклі. Турбіни M6000PC, які постачила компанія General Electric, сукупно забезпечують потужність 148 МВт, та призначені для роботи на природному газі (резервне паливо — нафта).
А у 2010 році станцію доповнили великим блоком, створеним на основі технології комбінованого парогазового циклу. На ньому встановили турбінне обладнання тієї ж компанії General Electric: газову PG9371FB потужністю 290 МВт та парову HEATTM A15 потужністю 145 МВт.
Видача продукції відбувається до прокладених неподалік ЛЕП напругою 150 та 400 кВ.